# Гай Авідій Геліодор
Гай Аві́дій Геліодо́р (лат. Gaius Avidius Heliodorus; бл. 100 – 142) – римський політик і відомий оратор. 

## З біографії
Гай Авідій був грецького походження. За правління  Адріана став писарем ab epistulis .  Між 137 і 142 роками був префектом Єгипту.  За повідомленням Historia Augusta, Гелідодор накликав на себе гнів імператора Адріана, який висловив своє обурення щодо нього в одному горезвісному листі.  Проте Геліодор залишався префектом Єгипту протягом декількох років і при спадкоємці Адріана Антоніні Пії. 
Гелідодор одружився з Юлією Касією Александрою, принцесою Юдейською, яка була дочкою Гая Юлія Александра Береніціана і Касії Лепіди, яка походила з роду Кассія і Августа. Їхнім сином був узурпатор Авідій Кассій. 